# 풍문으로 들었쇼
《풍문으로 들었쇼》는 2015년 10월 19일부터 2020년 10월 5일까지 방송된 예능 프로그램이다.

## 역대 출연진

### 현재 MC
- 박수홍

### 현재 패널
- 김지민
- 김지현
- 박영진
- 스테파니
- 슬리피
- 안진용
- 유소영
- 유재환
- 이준석
- 레이디 제인
- 정영진
- 최정아
- 지연수
- 함소원
- 홍석천
- 황영진

### 이전 MC
1대: 신현준, 홍진영
2대: 공형진, 홍진영
3대: 이상민, 홍진영
4대: 이상민, 최여진
5대: 이상민, 한다감
6대: 박수홍, 박하나

### 이전 패널
- 강일홍
- 김묘성
- 곽정은
- 김가연